# اعتراف به گناه
اعتراف عملی است که مسیحیان در مقابل پدر روحانی یا شمایل عیسی مسیح و یهودیان در برابر خدا به گناهان مرتکب شده خود اعتراف می‌کنند.

## پیشینه
چنین مکانی از همان ابتدای پیدایش مکان‌های مذهبی مسیحیان وجود داشته‌است. اما قبل از اینکه مسیحیان به‌طور رسمی معابدی برای خود ایجاد کنند به‌طور غیررسمی پیش مراجع روحانی خود اعتراف می‌کردند.

## ریشه
این مکان‌ها ریشه در اعتقادات مسیحیان به ویژه کاتولیک‌ها دارد مبنی بر اینکه اعتراف نزد پدر روحانی باعث بخشش گناهان می‌شود دارد. البته پروتستان‌ها به این شیوه اعتقاد ندارد و معتقدند که اعتراف نیازی به پدر روحانی یا مکان خاص ندارد وهر انسان با دعا کردن مستقیم به پیشگاه خداوند پسر یا پدر می‌تواند مشمول رحمت الهی شود.